# Turanlar, Bartın
Turanlar là một xã thuộc thành phố Bartın, tỉnh Bartın, Thổ Nhĩ Kỳ.